# ريكي جلين
ريكي جلين (بالإنجليزية: Ricky Glenn؛ مواليد 12 أبريل 1989) هو مُقاتل فنون قتالية مختلطة أمريكي.

## وصلات خارجية
- ريكي جلين على موقع يو إف سي (الإنجليزية)
- ريكي جلين على موقع شيردوغ (الإنجليزية)
- ريكي جلين على موقع Tapology.com (الإنجليزية)
- ريكي جلين على موقع IMDb (الإنجليزية)